# دراگینیان
دراگینیان (به فرانسوی: Draguignan) شهری است در شهرستان ور در ناحیه پروانس آلپ-کوت دازور با جمعیت ۳۷٬۰۸۸ نفر در کشور فرانسه واقع شده‌است

## نگارخانه

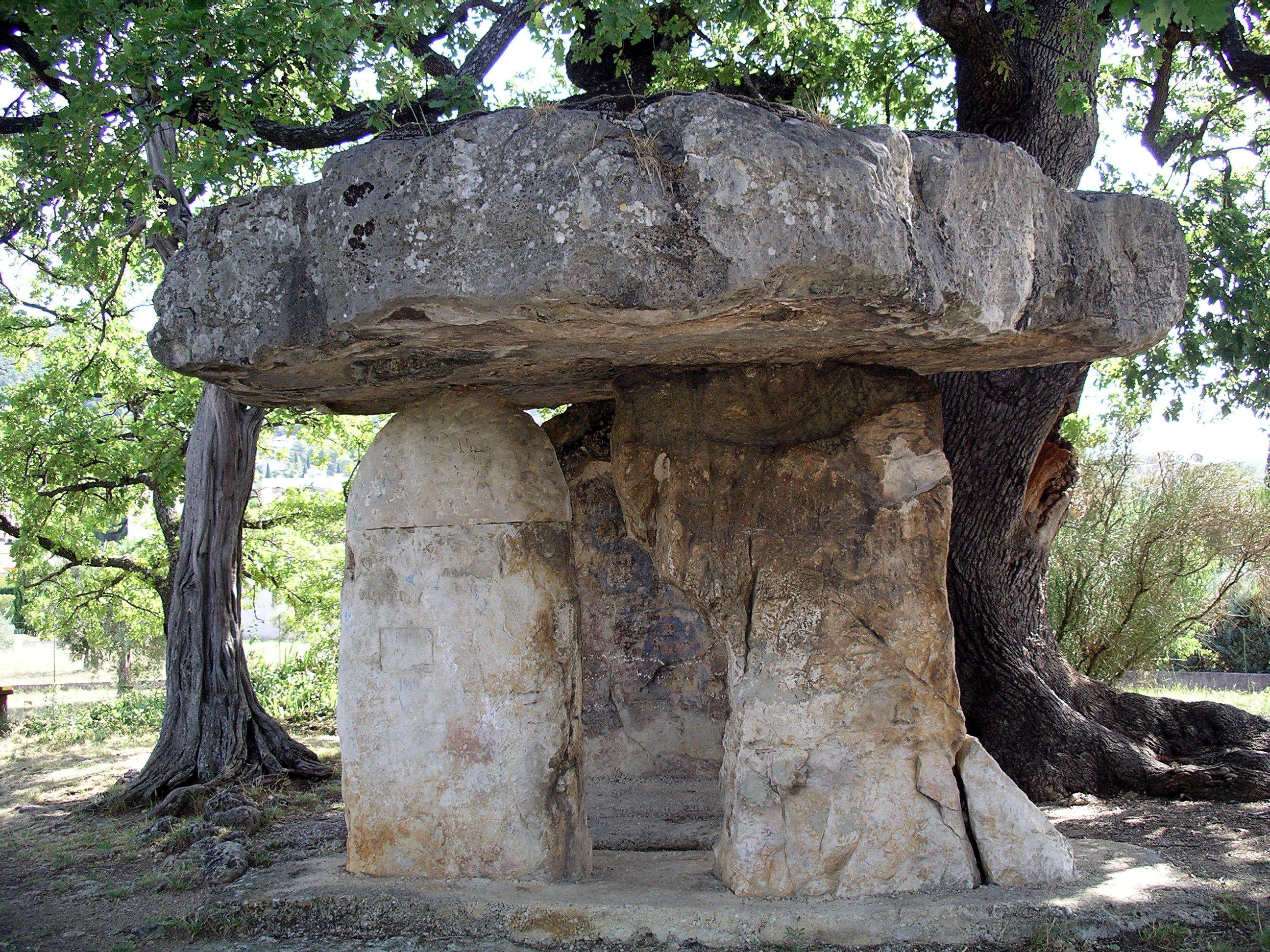
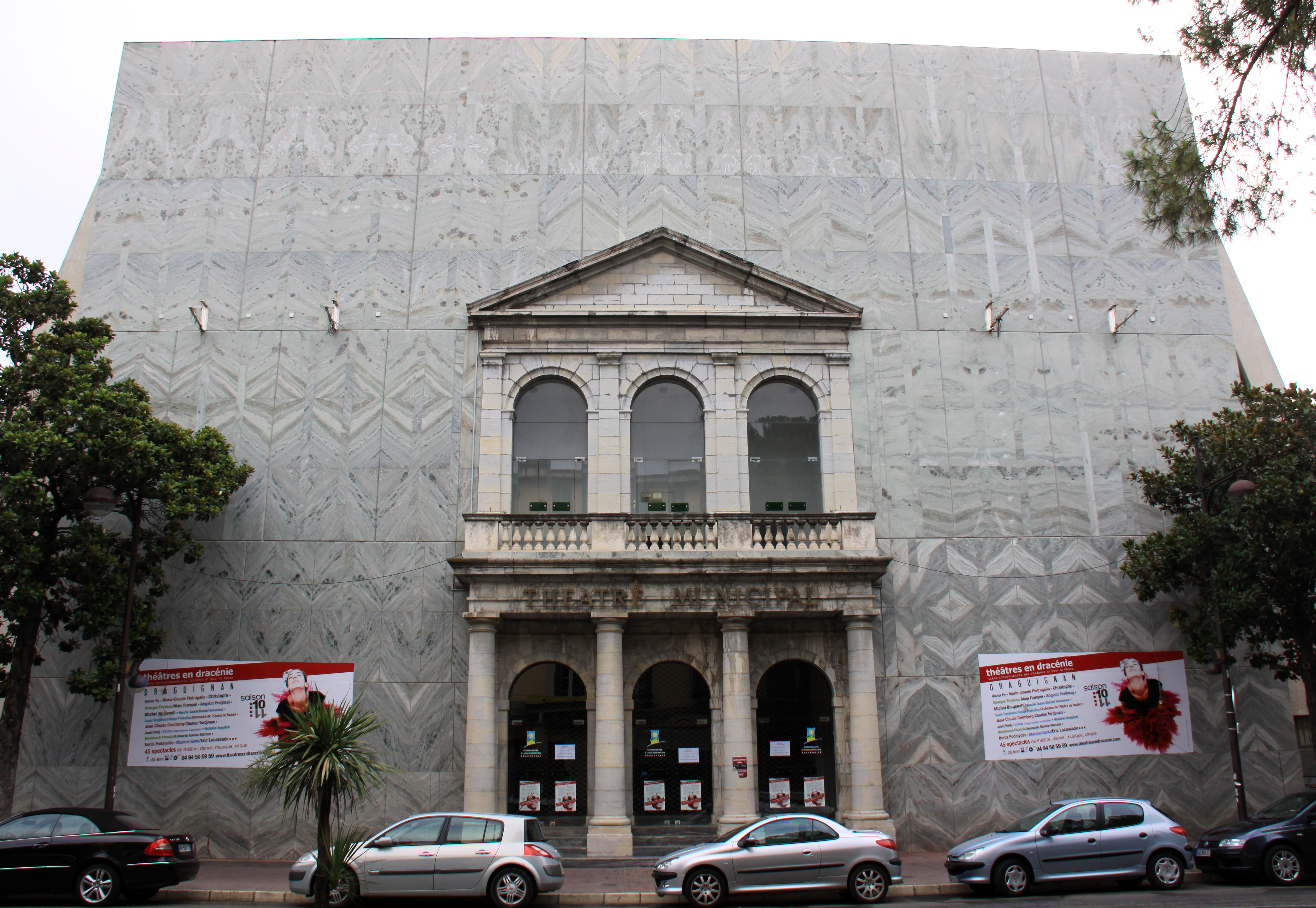
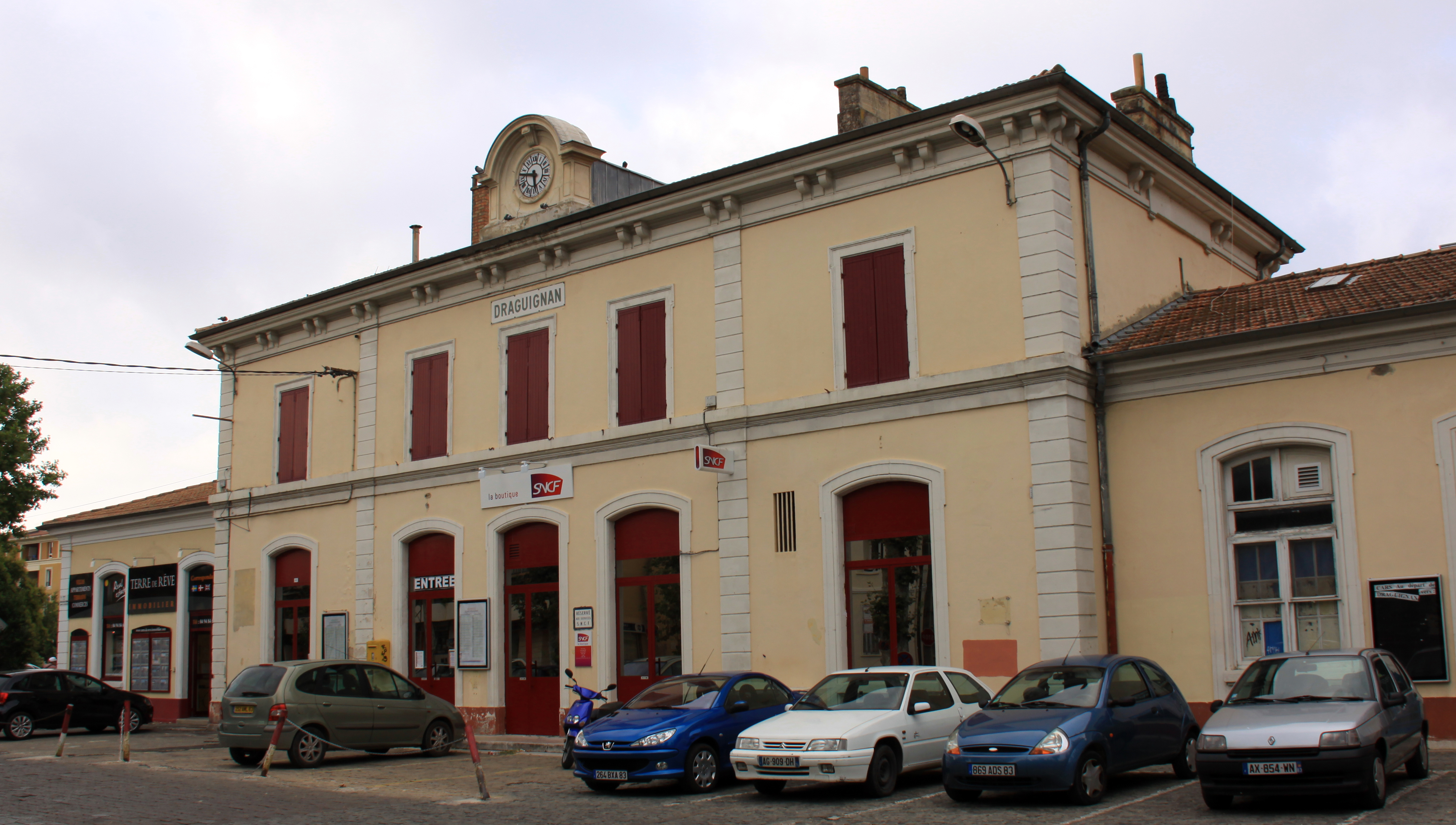